# Дева Мария от Фатима (Плевен)
„Блажена Дева Мария от Фатима“ е християнска църква в Плевен, България, част от Никополската епархия на Римокатолическата църква. Църквата е енорийски храм.

## История на енорията
Католическата общност в Плевен се формира през 70-80-те години на XX век с преселване на католици от селата Асеново, Ореш, Малчика и Гостиля. През 1994 г. отец Йосиф Минчев, енорист в енорията „Пресвето Сърце Исусово“ в село Гостиля, с разрешението на епископа на Никополската епархия – Самуил Джундрин, поема инициативата да обедини всички католици, живеещи в град Плевен. На 17 март 1994 г. е учреден клуб носещ името на архиепископ Петър Парчевич. Първата литургия се провежда на 20 юли 1996 г. в жилището на Катерина Янчин в квартал „Сторгозия“. След това литургията се провежда в различни салони, клубове и други частни домове. По-късно епископ Петко Христов закупва помещения в жилищен блок на улица „Георги Кочев“ 67 като приземен етаж е обзаведен като параклис, в който се провежда Светата литургия. На литургийната служба за Коледа през 1997 г. епископ Христов на официално обявява създаването на католическата енория в Плевен и нейното име име „Дева Мария от Фатима“. На 31 май 1998 г. отец Анджело Джорджета е назначен за първия енорийски свещеник.
В енорията работят монаси от ордена на францисканците конвентуалци. Освен енористите в енорията са служели следните свещеници: Франчишек Дрихуш (2003), Збигниев Карниевич (2003-2004), Асен Генов (2009-), Марек Шубзда (2007-2011) и
Артур Хелстовски (2013-2016).

## Енористи
- отец Йосиф Минчев (1994-1996)
- отец Ремо Гамбакорта (1996-1998)
- отец Анджело Джорджета (1998-2003)
- отец Станислав Жиемински (2004-2012)
- отец Евгений Ружански (2013-2014)
- отец Ярослав М. Барткиевич (2014-2016)
- отец Венцислав Николов (2015-2020)
- отец Ярослав М. Барткиевич (2020-2022)
- отец Евгений Ружански (2022-)

## История на храма
През 1997 г. за нуждите на формиращата се енория са закупени три етажа от жилищен блок на улица „Георги Кочев“ 67 в Плевен. Приземеният етаж е оборудван и осветен като параклис, вторият етаж е пригоден за провеждане на катехизис, пасторална дейност и сбирки, а третият – за енорийски дом.
Първата копка на сградата на нов храм в комплекс с енорийски дом е направена на 13 май 2001 г. – патронния празник на енорията. Енорийският дом е завършен и тържествено открит на 28 октомври 2007 г.
Храмът е завършен през 2008 г. Той е един от най-големите католически храмове в България с обща разгъната площ от около 1100 кв. м. Във всеки детайл при неговия градеж, като се започне от основите на сградата, положени във формата на кръст, колоните, до прозорците и централната входна врата, има символика. Стенописите са изработени от бургаския художник Атанас Атанасов.
Скулптурната композицията Божията Майка и трите овчарчета от Фатима е дело на плевенския художник проф. Кирил Мескин. Композицията е изработена от бял прилепски мрамор. Статуята на Дева Мария тежи приблизително 3 тона.  В храма често се организират камерни концерти.
Храмов празник – 13 май.

## Епархийско светилище на Дева Мария от Фатима
По време на аудиенция на духовници от енорията при папа Франциск през март 2016 г. до олтара на папата е била поставена статуя на Дева Мария от Плевен, която папата е благословил. На 13 май 2016 г. по време на тържествена литургия с участието на архиепископ Пиеро Марини, статуята е обявена за епархийско светилище.